# Patxi Zubizarreta
Patxi Zubizarreta Dorronsoro (n. Ordizia, Guipúzcoa, 25 de enero de 1964) es un escritor guipuzcoano que escribe en euskara. Estudió Filología Vasca en Vitoria, ciudad en la que actualmente reside. Destaca como autor de literatura infantil y juvenil, especialidad en la que ha conseguido varios premios, también se ha dedicado a la traducción y a la literatura para adultos y tiene una faceta como creador de espectáculos que combinan música, imagen y literatura. Está incluido en el catálogo White Ravens y en la Lista de Honor del IBBY.
En 2023 recibió el Premio Nacional de Literatura Infantil y Juvenil por su obra ‘Zerria’. El jurado destacó “la excepcional calidad narrativa y la potencia desafiante del relato con descripciones hipnóticas que reflexionan sobre la condición humana".

## Carrera literaria
En la década de 1990 se distinguía entre escritores de literatura infantil y juvenil y de literatura adulta. Algunos de ellos, incluido Patxi Zubizarreta, comenzaron a acercarse desde la literatura de adultos al mundo de la Literatura Infantil y Juvenil, rompiendo las fronteras entre ambos campos.
Después de trabajar como profesor en varios centros, publicó su primer libro en 1991, Ametsetako mutila (Elkar, 1991) y desde entonces ha publicado una larga serie de libros de muy diversos géneros, especialmente cuentos inspirados en el mundo tradicional. Zubizarreta ha trabajado diversos géneros: realismo fantástico, ciencia ficción, libro de viajes, humor, familia, migración, amor, diversidad cultural y literatura popular. Pero el género que más ha trabajado son los cuentos. En diversas obras ha recogido con frecuencia cuentos procedentes de la tradición, enroscados en una narración principal.
En cuanto a los temas, ha priorizado el tema de la inmigración, especialmente entre el Norte de África y Europa que explica de tal forma que pueda ser entendido por el público infantil, como en el libro Usoa.
Zubizarreta también se ha dedicado a traducir al euskera a autores como Abdela Taia, Naguib Mahfuz y Eric-Emmanuel Schmitt.
Por otra parte, también trabaja en diversas actividades relacionadas con la escritura, como la colaboración en prensa y la participación en conferencias y recitales. Además, ha hecho un gran esfuerzo por unir música y literatura, Hamar mezu eta dei bat, 28 letra y 7 nota munduari itzulia egiteko, El vuelo de la cigüeña (Zikoinaren hegaldia), etc.
En su faceta como creador de espectáculos poético musicales destaca Flying over paper/Paperean hegan que presentó en el Congreso Internacional de IBBY celebrado en Londres con la colaboración de Galtzagorri Elkartea y el Instituto Etxepare, así como el espectáculo Ants, horses, elephants/Inurriak, zaldiak, elefanteak, presentado en la Feria Internacional del Libro Infantil de Bolonia.
Su obra ha sido traducida a muchos idiomas, como el castellano, catalán, gallego, asturiano, aragonés, inglés, esloveno y coreano.

## Premios
- 1991: Premio Lizardi, Matias Ploff-en erabakiak.
- 1993: Premio Baporea, 1948ko Uda.
- 1995: Premio A.M.Labaien, Eztia eta ozpina.
- 1998: Premio Euskadi de Literatura, modalidad literatura infantil y juvenil en euskera, Gizon izandako mutila.[11]
- 2002: Premio de Traducción HGL del Ayuntamiento de Vitoria, Printze txikia.
- 2003: Premio White Ravens (junto a Juan Kruz Igerabide), Paularen zazpi gauak.
- 2003: Lista de Honor del IBBY, Printze txikia.
- 2005: Libro Juvenil de la Diputación de Guipúzcoa, Usoa, Karpeta morea.
- 2006: Premio CCEI, Sola y Sincola.
- 2006: Premio Euskadi de Literatura, modalidad literatura infantil y juvenil en euskera, Pantaleon badoa.[12]
- 2007: Lista de Honor del IBBY, Urrezko giltza .
- 2010: Premio Euskadi de Literatura, modalidad literatura infantil y juvenil en euskera, Xia Tenzinen bidaia miresgarria.[13]
- 2014: V Premio de Literatura Infantil Mikel Zarate, Mundua baloi batean.
- 2018: XXIX Premio Ala Delta de Literatura Infantil, ¡Corre, Kuru, corre!.
- 2019: Premio Euskadi de Literatura, modalidad literatura infantil y juvenil en euskera, Korri, Kuru, Korri![14]
- 2020:  Lista de Honor del IBBY, Korri, Kuru, Korri!
- 2023:  Premio Nacional de Literatura Infantil y Juvenil 2023 por su obra ‘Zerria’.[15]

## Obra
Entre su extensa obra destaca:

### Literatura infantil y juvenil
- Ametsetako mutila. 1991, Elkar.
- El bollo de los viernes (Ostiraletako opila) 1998, La Galera.
- Paloma, llegaste por el aire (Usoa hegan etorritako neskatoa) 1999, La Galera.
- El chico que fue hombre: el azar, el azor y la zorra (Gizon izandako mutila) 2000, Anaya.
- Dibújame una carta (Marraztuidazu gutun bat) 2001, Desclée de Brouwer.
- El anillo de Midas (Midasen eraztuna) 2002, Luis Vives.
- En los columpios (Zabuetan) 2004, Algar.
- Sola y Sincola (Bakarrik eta Buztangabe) 2005, Edelvives.
- Arroz y tinta (Arroza eta tinta) 2006, Algar.
- Furia (Furia) 2007, Algar.
- Pantaleón se va (Pantaleon badoa) 2007, SM.
- Pikolo (Pikolo) 2010, Lóguez.
- El maravilloso viaje de Xía Tenzin (Xia Tenzinen bidaia miresgarria) 2009, Edelvives.
- 1948ko uda (2015, Erein)
- Urrezko giltza (2017, Elkar)[16]
- ¡Corre, Kuru, corre! (Korri, Kuru, korri!) 2018, Edelvives.

### Literatura adulta
- Jeans-ak hozkailuan. 2000, Alberdania
- Dos casos ùnicos. 2000, Alfaguara
- De hiel y de miel (Eztia eta ozpina) 2008, Alberdania.
- Joan. 2010, Txalaparta
- Una naranja en la basura (Laranja bat zaborretan) 2016, TTarttalo.
- Erantzuna haizean dabil. 2016, Txalaparta
- Julien Vinsonen hegaldia. 2019, Alberdania

### Traducción
- Ali Baba eta berrogei lapurrak (1993, Pamiela). Autor original: anónimo.
- El principito (2001, Elkarlanean). Autor original: Antoine de Saint-Exupéry.
- Mila gau eta bat gehiago (2002, Erein). Autor original: anónimo.
- Mila eta bat gauen gauak (2006, Txalaparta). Autor original: Naguib Mahfuz.
- Ibrahim jauna eta Koranaren loreak (2006, Erein). Autor original: Eric-Emmanuel Schmitt.
- Mirarien kalezuloa (2006, Alberdania-Elkar).Autor original: Naguib Mahfuz.
- Salbazioko armada (2007, Alberdania). Autor original: Abdela Taia.
- Malenkonia arabiar bat  (2009, Alberdania). Autor original: Abdela Taia
- Erregearen eguna (2011, Alberdania). Autor original: Abdela Taia.